# Gernrode (Quedlinburg)

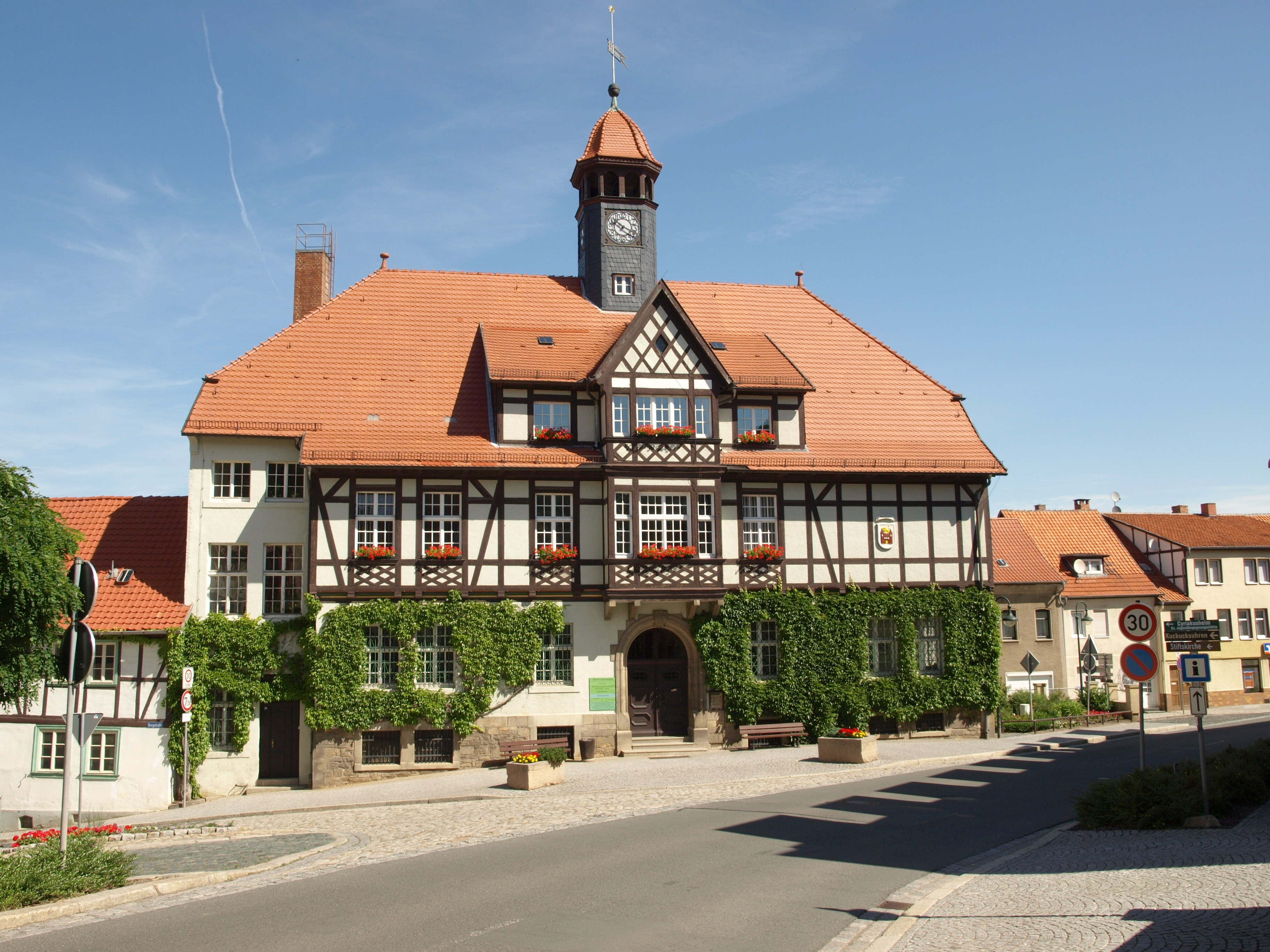
Raadshuis

Gernrode is een ortsteil van de Duitse stad Quedlinburg in de deelstaat Saksen-Anhalt.

## Geografie
Gernrode ligt aan de noordrand van het middelgebergte Harz in het Natuurpark Harz/Saksen-Anhalt. De stad ligt ongeveer 6,5 km ten zuiden van Quedlinburg, ten oosten van Bad Suderode en zuidwestelijk van Rieder op een hoogte van 200 tot 320 meter boven Normalnull. Ten westen van de Gernrode stroomt de Steinbach en ten oosten de Wellbach, die beide uitmonden in de Quarmbach.

## Geschiedenis
Gernrode werd voor de eerste maal schriftelijk vermeld in 961. Markgraaf Gero had toen op het grondgebied van zijn burcht een vrouwenklooster met kloosterkerk laten bouwen. Beiden zijn gewijd aan de heilige Cyriakus.
In 1539 verkreeg Gernrode het stadsrecht en in 1545 werd het brouwrecht verleend. Bier wordt nu echter niet meer gebrouwen, er is echter wel een likeurstokerij in bedrijf in Gernrode.

### Gernrode na de hereniging
Na de Duitse hereniging sloot de stad zich aan bij de Verwaltungsgemeinschaft Gernrode/Harz, waarin hij voor een aantal gemeentelijke taken samenwerkte met onder andere Bad Suderode en Rieder. Met de op 1 juli 2007 in werking getreden bestuurlijke herindeling werd Gernrode onderdeel van de Landkreis Harz. Naar aanleiding van deze herindeling werd begonnen met het vormen van grotere bestuurlijke eenheden. De stad Gernrode werd per wet met ingang van 1 januari 2011 samen met de andere gemeenten uit de Verwaltungsgemeinschaft gedwongen te fuseren met de stad Quedlinburg. Na een klacht en gang naar de rechtbank werd deze herindeling op 19 februari 2013 ongedaan gemaakt en kregen de gemeenten Rieder, Bad Suderode en Gernrode hun zelfstandigheid terug. Rieder sloot zich op 1 december 2013 vrijwillig aan bij Ballenstedt, terwijl Gernrode en Bad Suderode op 1 januari 2014 opnieuw onderdeel werden van Quedlinburg.

## Sport en recreatie
Deze plaats is gelegen aan de Europese wandelroute E11, die loopt van Den Haag naar het oosten, op dit moment tot de grens Polen/Litouwen.

## Bezienswaardigheden
- Stiftskerk Sint-Cyriacus

## Geboren in Gernrode
- Friedrich Mohs (1773-1839), mineraloog
- Jürgen Röber (1953), voetballer en voetbaltrainer